# غريغ آدامز
غريغ آدامز (بالإنجليزية: Greg Adams)‏ (و. 1963  م) هو لاعب هوكي الجليد كندي، ولد في نيلسون، كولومبيا البريطانية، مركز لعبه هو جناح ‏.
.

## روابط خارجية
- غريغ آدامز على موقع دوري الهوكي الوطني (الإنجليزية)
- غريغ آدامز على موقع قاعة مشاهير الهوكي (لاعب أن.إتش.أل) (الإنجليزية)
- غريغ آدامز على موقع EliteProspects.com (الإنجليزية)
- غريغ آدامز على موقع Eurohockey.com (الإنجليزية)
- غريغ آدامز على موقع HockeyDB.com (الإنجليزية)
- غريغ آدامز على موقع Hockey-Reference.com (الإنجليزية)